# Люткенс, Ульрих
Ульрих Люткенс (нем. Ulrich Lütkens; 1894 — ?) — немецкий хирург, известный тем, что впервые описал сфинктер Люткенса.
В 1920—1924 гг. ассистент Людвига Ашоффа в клинике Фрайбургского университета, затем до 1932 г. работал под руководством Августа Бира в хирургической клинике Берлинского университета. В 1926 г. опубликовал, с предисловием Ашоффа, монографию «Структура и функции внепеченочных желчных путей, в особенности применительно к дискинезии желчных протоков и желчекаменной болезни» (нем. Aufbau und funktion der extrahepatischen gallenwege, mit besonderer bezugnahme auf die primären gallenwegstauungen und die gallensteinkrankheiten), в которой, помимо прочего, дал описание сфинктера пузырного жёлчного протока, названного впоследствии его именем. В том же году напечатал «Краткую сравнительную библиографию работ по ортологии и патологии внепеченочных желчных путей» (нем. Kurzer vergleichender Abriss der Entwicklung der Literatur über Orthologie und Pathologie der extrahepatischen Gallenwege). Другая монография Люткенса, «Печень, желчевыводящие пути и женские половые органы: клинический вклад в проблему функционально-патологических корреляций между органами и раннего распознания повреждений здоровья» (нем. Lebergallenwegsystem und weibliches Genitalsystem. Ein klinischer Beitrag zu den Fragen der funktional-pathologischen Organkorrelationen und der Erkennung gesundheitlicher Frühschäden), вышла в 1948 г. с предисловием Густава фон Бергмана.